# Steve Fisk
Steve Fisk är en amerikansk ljudtekniker, musiker och musikproducent som främst är verksam i Washington-området. Efter att han gjorde sin solodebut 1980 gick han med i gruppen Pell Mell 1982. Han tog möjligheten att, tillsammans med Shawn Smith, grunda Pigeonhed. Fisk arbetade sedan med att antingen producera musik eller agera ljudtekniker för bland annat Nirvana, Soundgarden, Screaming Trees, Low, The Posies och Soul Coughing.
Fisk har dessutom släppt följande soloalbum: Kiss This Day Goodbye (1983), 'Til the Night Closes in (1985), 448 Deathless Days (1987), 1 More Valley (1989), Over and Thru the Night (1993) och 999 Levels of Undo (2001).